# Atarashii Gakko!
新學校領袖（羅馬化：Atarashii Gakkou no Leaders），海外活動以「ATARASHII GAKKO!」為名，簡稱：「AG!」是成立於2015年7月19日的日本歌舞系女子團體。
以「以個性與自由突破界限」為概念，AG! 以獨特的世界觀、高水準的舞蹈表演，以及帶有昭和時代懷舊感的歌聲，深深吸引著觀眾。 其特色則為身著校服，將龐克搖滾與日本流行音樂、搖滾、爵士、嘻哈等元素融合於音樂，並兼之經典的演出形式與前衛的舞蹈風格、形成了獨特的演出風格。
所屬事務所為ASOBISYSTEM與TV Asahi Music（朝日電視台的子公司）及Twin Planet三家公司共同管理，海外則是88rising。
2017年6月於Victor Entertainment公司出道。
2020年11月與88rising簽約，以「ATARASHII GAKKO！」 的名義宣佈世界出道。
2021年1月20日於88rising旗下發行數位單曲《NAINAINAI》完成世界出道。

## 概要
- 命名由來Suzuka表示：「如果把新學校的主管直接寫成字母的話，就是「ATARASHII GAKKO NO LEADERS」，但是我覺得「NO」會變成YES / NO的NO的意思。 因為NO是不行的，所以出現了完全不同的名字的候選人，但是在網上查一下團體的時候，我想把它和至今為止的活動聯絡起來。 那麼就變成「ATARASHII GAKKO！」 了啊！」
- 團體宗旨概念為「在這個只歡迎模範人物的時代，我們會用個性和自由超越這個無聊又不寬容的社會」（模範的なヤツばかりが評価されるこの時代、くだらない不寛容社会から、個性と自由ではみ出していく）被稱為「跳舞，水手服和奇行癖。」（踊る、セーラー服と奇行癖）
- 結成原因是「被時代召喚，四人從四面八方聚集，小拇指緊扣在一起。」（時代に呼ばれ、小指を繋ぎ合わせた）
- 主張「只要全力活在當下，青春；年齡什麼的，沒關係。」（今を全力で生きていれば青春；年齢なんて、関係ない）
- 2021年起自稱「青春日本代表」，長襪圖案有「青春日本代表」文字的款式。
- 結成時四位為學生，因此穿著水手服出道、帶著臂章，即使在室外也穿著室內鞋。現在是將水手服作為日本文化，作為海外活躍的武器（戰鬥服）。早期為短袖水手服，中後期長袖至今，改為長袖的是因為考慮到舞台背景通常較暗，為了演出效果更改為長袖。更改長袖的原因於2025/4/9的Fan Club巡迴大阪場企劃環節揭秘，為Kanon口訴，此環節無法錄影、錄音。
- 所有歌曲的舞蹈皆由四位成員共同創作。[2]編舞時會在意是否容易被記住，會將容易記得的點放在A段落或者副歌，接下來中間段會加入中毒性的、恰到好處的編舞。編舞靈感為主要是曲子的氛圍，依據曲子裡的單詞，建構圖景確定整體的構成，再分別編舞。編舞時考慮的因素也包含了Kanon的頭髮，因為是長髮所以會碰到。有時歌曲的編舞會重新編舞或小改動。

## 成員[3]
| 名字   | 生日 (年齡)    | 身高  | 出生地 | 團內擔當          | 外型特徵       | 興趣 | 喜歡的食物 |
| ------ | -------------- | ----- | ------ | ----------------- | -------------- | ---- | ---------- |
| Mizyu  | 1998年12月22日 | 151cm | 東京   | kawaii-but-fierce | 雙馬尾         | 睡眠 | 豆芽       |
| Rin    | 2001年9月11日  | 155cm | 埼玉   | funky             | 炸蝦辮子、剃頭 | 料理 | 茄子       |
| Suzuka | 2001年11月29日 | 168cm | 大阪   | wildcard          | 短髮、眼鏡     | 繪畫 | 山藥       |
| Kanon  | 2002年1月18日  | 156cm | 群馬   | graceful          | 長髮           | 烘焙 | 芒果       |

- Mizyu

曾經是卡莉怪妞(Kyary Pamyu Pamyu)兒童舞群的一員。
在團隊中是具有神秘感動靜皆宜是團體的精神支柱。
自出道以來，一貫的兩扎髮型是商標，會使用頭髮來舞蹈表演。
雙馬尾功用：螺旋槳、摩托車的手把以及飛機。

於2025/2/2日本雙馬尾日，網路問卷調查「你認為「適合雙馬尾的藝人」是誰？」，發表讀者選擇的<2025年版>「適合雙馬尾的藝人前20名」，Mizyu 為第九名。
- Rin

在團隊中是冷靜沉著像母親一樣守護大家，既帥氣又會穿搭。
時尚敏感度高，剪短的頭髮等奇特的外觀也是其特徵。團隊成立的期間中經常經常更換髮型。

在組成新學校領袖之前曾做過平面模特，當時和 Mizyu 共事過。
- Suzuka

關西方言×圓眼鏡是商標。 以有力的歌聲擔任主唱，也負責MC的主持。
本人沒有近視，黑色圓眼鏡是人物形象。
在團隊中是率真充滿活力自信，瘋狂中帶內斂，控場實力十足很喜歡與粉絲互動。
受母親影響，喜歡昭和風格的歌曲。

曾經去台灣旅遊過一次，買了一件基隆玄濟宮的T恤。
- Kanon

在團隊中是活潑熱情俏皮笑點很低，團隊中的美麗代表。

背部肌肉較發達及腿腰也很有力量，常負責托舉的動作。

## 經歷
2015年
7月，由 tofubeats 製作、廣為人知的「Fit’s」口香糖廣告歌曲，以《一咬就軟噗噗 tofubeats Remix》作為首次現場演出曲目出道，MV 採用 YouTube 的 360° 影片技術拍攝，朝日電視臺「musicるTV」以最新影像技術拍攝，可以360°全方位觀看表演。
2016年
7月，由 あいみょん 作詞作曲、Carpainter 編曲的歌曲《學校行けやあ゛》開始上架音樂平台（僅限 LINE MUSIC）。同時，與湖池屋（Koikeya）合作啟動「越界計畫（はみ出しプロジェクト）」。在澀谷 WWW 舉辦首次主辦活動「平成28年度 越界祭典（はみ出しフェスティボー）」。
8月，登上全日本 SHIBUYA109 的當月主題形象，為 SHIBUYA109（全國分店）2016年8月主題視覺代言人。
2017年
6月，以《毒花》從 Victor Entertainment 正式主流出道。此曲為朝日電視台連續劇《女囚セブン》（女囚七人）的主題曲，成員們於最終回中作為特別嘉賓出演。
10月，推出第二張單曲《キミワイナ’17》（Kimi wa Iina ’17）。同張單曲中的〈SNS24時〉被選為動畫《SNS警察（SNSポリス）》的主題曲，成員們有親自參與聲優演出，為動畫配音。
2018年
3月，第一張專輯 「マエナラワナイ」發售，主打曲為「戀愛的斷路器feat.H ZETTRIO」。
3月，受邀出演拉麵連鎖店「幸樂苑」的電視廣告《戀愛中的幸樂苑》系列，廣告中使用了歌曲〈ピロティ（Piloti）〉。
4月，舉辦首次個人專場演唱會《雖然默默無聞，但獨唱～不想出名。 雖然想成為。 ～》，地點為澀谷 WWW。
8月，出演ROCK IN JAPAN FESTIVAL夏季音樂祭。
8月，出演SUMMER SONIC夏季音樂祭。
9月，出演夏の魔物音樂祭。
9月，出演イナズマロック フェス搖滾音樂季。
12月，參演跨年大型音樂祭 COUNTDOWN JAPAN 18/19。
2019年
3～4月，舉辦個人巡迴演唱會：《第2張專輯〈若気ガイタル〉發片紀念！雖然默默無聞的東名阪巡演 ～不想出名。 雖然想成為。～其之二》巡演地點：名古屋ell. FITS ALL、大阪梅田 Shangri-La、東京澀谷 WWWX。
5月，出演橫濱中央城音樂節「Y160」山下碼頭特設舞臺「關內魔鬼音樂節」（関内デビルフェスティヴォー）。
6月，出演澀谷舉辦的大型多場地音樂節「やついFes 2019」，全名為YATSUI FESTIVAL!（やついフェスティバル）。
6月，出演 TSUTAYA O-nest 的《CINRA×Eggs presents 『exPoP!!!!! vol.122』》。
7月，出演神戶 Harbor Studio 的《BAYCAMP KOBE 2019》。
8月，出演 OTODAMA SEA STUDIO 2019 的《大家的暑假 2019》。
9月，出演澀谷 O-EAST 的《鬱フェス2019》（憂鬱音樂祭）。
10月，於澀谷 WWW 舉辦自主企劃活動《令和元年度 第八回 越界音樂祭（はみ出しフェスティボー）》，DJ為RIN。
11月，出演 SHIDAX Culture Hall 的《ひなきょんわんぱくラジオフェス》。
12月，於澀谷 CYCLONE 舉辦自主企劃《令和元年度 第九回 越界音樂祭（はみ出しフェスティボー）》，DJ為RIN。
2020年
2月，於高圓寺 HIGH 舉辦首次主辦的雙人共演演唱會《男女比例一對四》，邀請音樂人崎山蒼志作為對手嘉賓。
2021年
11月，第一次海外演出於美國洛杉磯，由88rising主辦的音樂節「HEAD IN THE CLOUDS」，觀眾約兩萬五千人。
2023年
1月，登上第74回NHK紅白歌合戰，首度出場並擔任開場表演嘉賓，出演《オトナブルー》。
4月，The First Take 307回出演《オトナブルー》。
8月，Head in the Clouds 2023出演
12月，Clockenflap 2023出演（香港）
2024年
4月，登上美國最大音樂祭之一「Coachella Valley Music and Arts Festival 2024」（科切拉音樂節）的Gobi舞台，擔任壓軸演出。
5月， 以《Tokyo Calling》入圍台灣第35屆最佳MV獎(金曲獎)。此MV導演為日本影像創作者的Pennacky，作品由台灣的街聲股份有限公司報名參加。
2025年
3月，在美國洛杉磯舉辦的「matsuri'25: Japanese Music Experience LOS ANGELES presented by CEIPA x TOYOTA 和YOASOBI、Ado共同出演了GROUP「MUSIC WAY PROJECT」，約7000名觀眾。
4月，出席2025年世界博覽會的開幕嘉賓，與創作歌手imase同台演出，Suzuka於表演結束時說Welcome to EXPO 2025。
5月，以《AG! Calling》專輯入圍台灣第36屆最佳演唱組合獎(金曲獎)，由台灣索尼音樂娛樂股份有限公司報名參加。
7月，今年出道十週年，將舉辦成立十週年紀念公演 「宣誓 ～個性や自由ではみ出し10年～」。

## 演唱會專場

### 2024年
- 5月，Fan Club巡迴演出。

| 日期    | 城市 | 演唱會場地             |
| ------- | ---- | ---------------------- |
| 5月5日  | 福岡 | Zepp Fukuoka           |
| 5月6日  | 大阪 | Zepp Osaka Bayside     |
| 5月9日  | 東京 | Zepp DiverCity (TOKYO) |
| 5月16日 | 札幌 | Zepp Sapporo           |
| 5月28日 | 愛知 | Zepp Nagoya            |

- 6月，展開橫跨歐洲、亞洲與北美，共26個城市的「World Tour」世界巡演，共吸引約65,000人到場觀賞。

| WORLD TOUR Pt.I | WORLD TOUR Pt.I | WORLD TOUR Pt.2 | WORLD TOUR Pt.2  |
| --------------- | --------------- | --------------- | ---------------- |
| 日期            | 地點            | 日期            | 地點             |
| 6/1             | Barcelona       | 9/26            | Vancouver        |
| 6/3             | Brussels        | 9/27            | Seattle          |
| 6/5             | Paris           | 9/29            | San Francisco    |
| 6/7             | Cologne         | 10/1            | Mexico City      |
| 6/8             | Berlin          | 10/3            | Chicago          |
| 6/10            | London          | 10/6            | Toronto          |
| 6/12            | Amsterdam       | 10/9            | Boston           |
| 6/19            | Seoul           | 10/11           | Washington, D.C. |
| 6/21            | Kuala Lumpur    | 10/13           | Atlanta          |
| 6/23            | Bangkok         | 10/15           | Austin           |
| 6/25            | Hong Kong       | 10/17           | Dallas           |
| 6/27            | Taipei          |                 |                  |
| 6/29            | Singapore       |                 |                  |

- 11月，為那時規模最大的日本巡迴演出——「NIPPON Calling Tour 2024」，橫跨7個地點、共13場公演。

| 日期        | 城市   | 演唱會場地                                |
| ----------- | ------ | ----------------------------------------- |
| 11/3-11/4   | 兵庫   | 神戸ワールド記念ホール                    |
| 11/15-11/16 | 愛知   | Aichi Sky Expo（愛知県国際展示場）ホールA |
| 11/23-11/24 | 宮城   | 仙台サンプラザホール                      |
| 11/27-11/28 | 福岡   | 福岡サンパレス                            |
| 12/5-12/6   | 広島   | 広島文化学園HBCホール                     |
| 12/9        | 北海道 | カナモトホール(札幌市民ホール)            |
| 12/21-12/22 | 東京   | 国立代々木競技場 第一体育館               |

### 2025年
- 4月，Fan Club巡迴演出。

| 日期    | 城市 | 演唱會場地          |
| ------- | ---- | ------------------- |
| 4月8日  | 愛知 | Zepp Nagoya         |
| 4月9日  | 大阪 | Zepp Osaka Bayside  |
| 4月14日 | 東京 | Zepp Haneda (TOKYO) |

- 7月，將於日本千葉縣千葉市的幕張展覽館舉行十週年紀念公演「宣誓 ～個性や自由ではみ出し10年～」。此場MIZYU表示「對我們來說是最大規模的吧。 」[19]

## 音樂作品

### 專輯

#### 首張專輯：《マエナラワナイ (Maenarawanai) 》
2018年3月21日正式發行
| No. | 歌名                                                | 樂曲發表日     |
| --- | --------------------------------------------------- | -------------- |
| 1   | 毒花 (Dokubana) （页面存档备份，存于）              | 2017年6月7日   |
| 2   | ワカラナイ (Wakaranai)                              | 2017年6月7日   |
| 3   | キミワイナ'17 (Kimiwaina'17) （页面存档备份，存于） | 2017年10月25日 |
| 4   | SNS24時 (Esuenuesunijyuyoji)                        | 2017年10月25日 |
| 5   | 恋の遮断機 feat.H ZETTRIO (Koinosyadanki)           | 2018年1月24日  |
| 6   | 最終人類 (Saishujinrui)                             | 2018年2月28日  |
| 7   | 席替ガットゥーゾ (Sekigae Gattuso)                  | 2018年3月21日  |
| 8   | zzz                                                 | 2018年3月21日  |
| 9   | 透明ガール (Toumei girl)                            | 2018年3月21日  |
| 10  | ピロティ (Pilotis)                                  | 2018年3月21日  |

#### 第二張專輯：《若気ガイタル (Wakage Ga Itaru)》
2019年3月6日正式發行
| No. | 歌名                                                              | 樂曲發表日     |
| --- | ----------------------------------------------------------------- | -------------- |
| 1   | 狼の詩 feat.H ZETTRIO (Ookami no Uta)                             | 2018年8月29日  |
| 2   | 雨夜の接吻 feat.H ZETTRIO (Amayo no Seppun)                       | 2018年8月29日  |
| 3   | 迷えば尊し (Mayoeba Totoshi)                                      | 2018年12月12日 |
| 4   | 恋ゲバ (Koi Geba) （页面存档备份，存于）                          | 2019年2月6日   |
| 5   | 試験前夜 (Shiken Zenya)                                           | 2019年3月6日   |
| 6   | Masage Cannavaro                                                  | 2019年3月6日   |
| 7   | ストリッパーに栄光を feat.H ZETTRIO (Stripper Ni Eikou Wo)        | 2019年3月6日   |
| 8   | チラチラチラミー ～試験当日～ (Chirachirachirami Shiken Toujitsu) | 2019年3月6日   |
| 9   | 透明ボーイ(Toumei Boy)                                            | 2019年3月6日   |
| 10  | 楽園にて、わたし地獄 (Rakuen Nite Watashi Jigoku)                 | 2019年3月6日   |
| 11  | 知りたい (Shiritai)                                               | 2019年3月6日   |

#### 第三張專輯：《AG! Calling》
2024年6月7日正式釋出，2024年11月3日發行日本版本黑膠唱片。自2019年Wakage Ga Itaru發行以來五年來的第一張全長專輯。 AG! Calling將包括《Tokyo Calling》，這首歌在2024年4月的科切拉音樂節上讓海外觀眾驚歎不已。
| No. | 歌名                 | 備註                                                                | 樂曲發表日     |
| --- | -------------------- | ------------------------------------------------------------------- | -------------- |
| 1   | Fly High             | 專輯主打歌，為 Netflix 動畫《範馬刃牙 VS 拳願阿修羅》主題曲。       | 2024年6月7日   |
| 2   | Toryanse             | 作為單曲提前發行。                                                  | 2024年1月26日  |
| 3   | Omakase              |                                                                     | 2024年6月7日   |
| 4   | Maji Yoroshiku       |                                                                     | 2024年6月7日   |
| 5   | Essa Hoisa           |                                                                     | 2024年6月7日   |
| 6   | Drama（feat. MILLI） | 與泰國歌手 MILLI 合作                                               | 2024年6月7日   |
| 7   | Superhuman           |                                                                     | 2024年6月7日   |
| 8   | Forever Sisters      |                                                                     | 2024年6月7日   |
| 9   | Arigato              |                                                                     | 2024年6月7日   |
| 10  | Hero Show            |                                                                     | 2024年6月7日   |
| 11  | Tokyo Calling        | 入圍台灣第35屆最佳MV獎(金曲獎) 作為單曲提前發行，後收錄於此專輯中。 | 2023年10月20日 |

### EP

#### 《SNACKTIME》
2021年11月12日正式發行，是在被美國廠牌88rising納入旗下後發行的第一張面向海外觀眾的EP。
| No. | 歌名                 | 樂曲發表日     |
| --- | -------------------- | -------------- |
| 1   | Pineapple Kryptonite | 2021年9月21日  |
| 2   | Free Your Mind       | 2021年11月12日 |
| 3   | CANDY                | 2021年11月12日 |
| 4   | Fantastico           | 2021年11月12日 |
| 5   | Happy Hormones       | 2021年11月12日 |

#### 《一時帰国 (Ichijikikoku)》
2023年4月12日正式發行，並收錄因為MV在2023年才爆紅的單曲〈オトナブルー (Otonablue)〉。該單曲在2020年推出時並未有太大迴響，直到2023年該曲的MV在Youtube上架後大受日本國內及海外觀眾歡迎而重新被矚目，ATARASHII GAKKO! 因此受邀在THE FIRST TAKE頻道演出此曲，該曲的THE FIRST TAKE版本上架後10天內即突破千萬次觀看。
| No. | 歌名                                               | 樂曲發表日    |
| --- | -------------------------------------------------- | ------------- |
| 1   | オトナブルー (Otonablue) （页面存档备份，存于）    | 2020年4月30日 |
| 2   | じゃないんだよ (Janaindayo) （页面存档备份，存于） | 2023年3月22日 |
| 3   | 青春を切り裂く波動 (Seishun Wo Kirisaku Hado)      | 2023年4月12日 |
| 4   | Giri Giri                                          | 2023年4月12日 |
| 5   | Suki Lie （页面存档备份，存于）                    | 2023年4月12日 |
| 6   | 乙女の美学 (Otome No Bigaku)                       | 2023年4月12日 |
| 7   | 踊る本能001 (Odoru Honno 001)                      | 2023年4月12日 |

###### 《マ人間 (MANINGEN)》
2023年8月16日正式發行
| No. | 歌名                                                 | 樂曲發表日    |
| --- | ---------------------------------------------------- | ------------- |
| 1   | マ人間 (Maningen)                                    | 2023年8月9日  |
| 2   | 恋文 (Koibumi)                                       | 2020年5月22日 |
| 3   | ケセラセラ (Que Sera, Sera)                          | 2020年5月15日 |
| 4   | オトナブルー -From THE FIRST TAKE (Otonablue)        | 2023年6月16日 |
| 5   | 狙いうち -50th anniversary special cover (Neraiuchi) | 2023年8月16日 |

### 專輯及EP未收錄單曲
| No. | 歌名                                        | 備註                   | 樂曲發表日     |
| --- | ------------------------------------------- | ---------------------- | -------------- |
| 1   | Nainainai                                   |                        | 2021年1月20日  |
| 2   | Freaks (with Warren Hue)                    |                        | 2021年3月2日   |
| 3   | Free Your Mind (Spanish Version)            |                        | 2022年1月25日  |
| 4   | Woo! Go!                                    |                        | 2022年4月15日  |
| 5   | Pineapple Kryptonite (Yohji Igarashi Remix) |                        | 2022年5月24日  |
| 6   | Baby [Amazon Original] (with Seiho)         | 由Amazon Music獨家上架 | 2022年7月27日  |
| 7   | Hanako                                      |                        | 2022年10月31日 |
| 8   | The Edge                                    |                        | 2023年2月24日  |

樂曲解說

## NHK紅白歌合戰出場紀錄
| 年度/屆數     | 次數 | 曲目                                | 出演次序 | 對戰歌手 | 備註       |
| ------------- | ---- | ----------------------------------- | -------- | -------- | ---------- |
| 2023年/第74回 | 1    | オトナブルー （页面存档备份，存于） | 1/22     | JO1      | 總開場 (1) |

## 外部鏈結
- 官方網站 （页面存档备份，存于）
- SreetVoice採訪 （页面存档备份，存于）